# Astragalus holophyllus
Astragalus holophyllus es una especie de planta del género Astragalus, de la familia de las leguminosas, orden Fabales.

## Distribución
Astragalus holophyllus se distribuye por Armenia.

## Taxonomía
Fue descrita científicamente por A. Boriss. Fue publicada en Bot. Zhurn. (Moscow & Leningrad) 33: 331 (1948).